# Kāmet
Il Kamet è la seconda montagna più alta della regione del Garhwal in India, dopo Nanda Devi, con 7.816 metri sul livello del mare. Si trova nel distretto di Chamoli Uttarakhand, vicino al confine con il Tibet. È la terza montagna più alta dell'India, e la 29ª più alta del mondo. Il Kamet è considerata parte della gamma dello Zaskar, che si trova a nord della catena principale dell'Himalaya, tra il fiume Suru e la parte superiore del fiume Karnali.

## Prime scalate
Mentre i tentativi di arrampicata hanno avuto inizio nel 1855, la cima è stata conquistata solo nel 1931 da una spedizione britannica composta da Frank Smythe, Eric Shipton, R.L. Holdsworth e Lewa Sherpa.